# Inori Minase
Inori Minase (水瀬 いのり?, Minase Inori; Tokyo, 2 dicembre 1995) è una doppiatrice e cantante giapponese che ha debuttato come cantante a dicembre 2015 sotto l'etichetta King Records.
Nel marzo 2016, ha vinto il premio come miglior attrice protagonista nel decimo Seiyu Awards per i suoi ruoli da protagonista come Jun Naruse nel film di successo al botteghino Kokoro ga sakebitagatterun da. e come Yuki Takeya nella serie televisiva anime School-Live!. Altri suoi ruoli principali includono Chino in Is the Order a Rabbit?, Noel in Sora no method, Hestia in DanMachi, Rem in Re:Zero - Starting Life in Another World, Chito in Shōjo shūmatsu ryokō, e Tamaki “Kimari” Mari in A Place Further Than the Universe.

## Biografia

### Vita e formazione
Minase è nata a Tokyo il 2 dicembre 1995. Il suo interesse per gli anime è iniziato in giovane età; aveva iniziato a guardarli quando era all'asilo. Si è accorta per la prima volta della recitazione vocale quando, dopo aver visto l'adattamento teatrale di un anime, ha letto l'opuscolo sul palcoscenico e ha chiesto ai suoi genitori il nome di una persona citata in esso. Ha iniziato ad aspirare a diventare un'attrice vocale all'età di sei anni e ha elencato la doppiaggio come la sua carriera desiderata quando le è stato chiesto nella storia elementare.
Durante la scuola media, Minase divenne parte dei club di tennis e teatro della sua scuola. Ha deciso di entrare a far parte del club teatrale poiché riteneva che l'avrebbe aiutata a sviluppare le sue abilità nella recitazione, ma ha smesso perché si sentiva troppo imbarazzata per apparire sul palco. Intorno a quel tempo, stava pensando di iscriversi a una scuola di formazione di recitazione vocale, ma poi sua madre trovò una pubblicità su una rivista per un'audizione. Su incoraggiamento di sua madre, ha deciso di partecipare all'audizione, che ha poi superato.

### Carriera da attrice
Minase ha debuttato come attrice vocale nel 2010, doppiando il personaggio Akari Okamoto nella serie anime Occult Academy. Ha quindi doppiato background o ruoli secondari in anime come Suzune Tanahashi nella serie anime del 2013 Love Lab ed Eddelrittuo nella serie anime 2014 Aldnoah.Zero. Più tardi nel 2014, ha interpretato i suoi primi ruoli principali come Mirai Nazukari nella serie anime Locodol e Chino Kafū nella serie anime Is the Order a Rabbit?, così come il ruolo di Jun Naruse nel film d'animazione Kokoro ga sakebitagatterun da.. Minase, insieme a lei Is the Order a Rabbit? co-protagonisti, ha eseguito le canzoni "Daydream Café" e "Poppin Jump", che sono usate rispettivamente come temi di apertura e chiusura della serie.
Nel 2015, ha doppiato il ruolo di Hestia nella serie anime DanMachi. Ha anche interpretato i ruoli di Yuki Takeya in School-Live!, Carol Malus Dienheim in Symphogear GX, e Nekone in Utawarerumono: Itsuwari no Kamen. Più tardi quell'anno, ha vinto il premio come miglior attrice protagonista al decimo Seiyu Awards per i suoi ruoli come Jun Naruse e Yuki Takeya.
Nel 2016, ha doppiato Rem nella serie anime Re:Zero, dove ha anche eseguito la canzone insert "Wishing" che è stata utilizzata nel diciottesimo episodio della serie. Ha anche interpretato i ruoli di Shamille Kitra Katvarnmaninik in Alderamin on the Sky, Fuuka Reventon in ViVid Strike!, Mana Asuha in Luck & Logic, e Akane Segawa in Netoge no yome wa onna no ko janai to omotta?. Nel 2017, ha doppiato i ruoli di Meteora Österreich in Re:Creators, Tapris Sugarbell Chisaki in Gabriel DropOut, Chizuru Takano in Tsuredure Children e Yoshino Koiwai in Masamune-kun's Revenge. Nel 2018, ha doppiato il ruolo di Mari Tamaki in A Place Further Than the Universe, dove lei e le sue co-protagoniste hanno interpretato il tema di chiusura della serie "Koko Kara, Koko Kara".

### Carriera musicale
Minase ha fatto il suo debutto da solista nel 2015, affiliando con la King Records. Ha pubblicato il suo primo singolo "Yume no Tsubomi" (夢のつぼみ?) in occasione del suo ventesimo compleanno, il 2 dicembre 2015; il singolo raggiunse l'undicesimo posto nella Oricon Weekly Singles Chart e rimase in classifica per 10 settimane. Ha pubblicato il suo secondo singolo, "Harmony Ribbon" che è uscito il 13 aprile 2016; ha raggiunto il decimo posto nella classifica singola settimanale Oricon.
Ha pubblicato il suo terzo singolo, "Starry Wish" il 9 novembre 2016; il singolo ha raggiunto l'ottavo posto nella classifica dei singoli settimanali di Oricon. La canzone "Starry Wish" dal singolo è stato usato come tema musicale finale per l'anime, ViVid Strike!.
Ha pubblicato il suo primo album completo intitolato "Innocent Flower" che è uscito il 5 aprile 2017; raggiunse il 3 ° posto nella classifica degli album settimanali di Oricon e rimase in classifica per 10 settimane.
Il suo quarto singolo, "Aimaimoko" (アイマイモコ?) è stato pubblicato il 9 agosto 2017; il singolo ha raggiunto il 12 ° posto nell'Oricon Weekly Singles. La canzone del titolo nel singolo è stata utilizzata come tema musicale di apertura per l'anime, Tsuredure Children. Il suo quinto singolo, "Ready Steady Go!" è uscito l'11 dicembre 2017; ha raggiunto il 9 ° posto nella classifica dei singoli settimanali di Oricon.
Il 2 dicembre 2017, Inori Minase ha tenuto il suo primo live dal titolo "Inori Minase 1st LIVE Ready Go!" nella Sala del Forum Internazionale di Tokyo A. Si svolgerà il 2 dicembre, che è il compleanno di Inori Minase, così come il secondo anniversario del suo debutto come artista solista. Inoltre, il fanclub ufficiale "Inorimachi" è stato lanciato lo stesso giorno. Un'edizione blu-ray del concerto è uscita il 4 aprile 2018; ha raggiunto il sesto posto nella classifica Blu-ray settimanale di Oricon.
Nel 2018 ha partecipato a "KIRIN LEMON Tribute" progetto per celebrare il 90 ° anniversario del marchio di bevande gassate Kirin Lemon, da lungo venditore di Kirin Beverage, come terzo artista dopo il gruppo idol "BiSH" e la rock band "Frederick".
Il suo secondo album completo si chiama "BLUE COMPASS" è uscito il 23 maggio 2018; ha raggiunto il 7 ° posto nella classifica degli album settimanali di Oricon. La traccia principale "Million Futures" dal suo secondo album completo è stato usato come tema musicale per il nuovo capitolo dell'app per smartphone di Square Enix Kai-ri-Sei Million Arthur.
Ha tenuto il suo primo tour live da solista intitolato, "Inori Minase LIVE TOUR 2018 BLUE COMPASS", in 4 grandi città del Giappone a partire dal 9 giugno. Il tour prende il nome dal suo secondo album, BLUE COMPASS, che è uscito a maggio. Ha anche annunciato di essersi unita a King Super Live 2018 al Tokyo Dome il 24 settembre ea Taiwan il 30 settembre. Il 17 ottobre dello stesso anno fu pubblicata un'edizione blu-ray del tour; ha raggiunto il 3 ° posto nella classifica Blu-ray settimanale Oricon. Ha anche vinto il primo posto nella classifica Oricon Weekly Music DVD · BD.
Il suo sesto singolo, "TRUST IN ETERNITY" è stato pubblicato il 17 ottobre 2018; ha raggiunto il decimo posto nella classifica dei singoli settimanali di Oricon. La canzone titolare del singolo è stata usata come tema musicale per Square Enix e il prossimo gioco coprodotto per smartphone GESTALT ODIN.
Il suo settimo singolo, "Wonder Caravan!" è stato pubblicato il 23 gennaio 2019; ha raggiunto il 7 ° posto nella classifica dei singoli settimanali di Oricon. La canzone titolare del singolo è stata usata come tema finale per l'anime Endro!.
Il suo terzo album prende il nome "Catch the Rainbow!" è uscito il 10 aprile 2019; ha raggiunto il sesto posto nella classifica degli album settimanali di Oricon. Nella produzione di musica, partecipa anche alla selezione di canzoni e trasmette anche richieste di testi e composizione, e nella produzione di album, la sua opinione si riflette anche sul tema e sul titolo. Ha scritto per la prima volta nella canzone del titolo del terzo album "Catch the Rainbow!".
Ha tenuto il suo secondo tour dal vivo intitolato, "Inori Minase LIVE TOUR 2018 BLUE COMPASS", in 3 grandi città del Giappone a partire dal 16 giugno. L'ultimo tour dal vivo si è tenuto presso il Nippon Budokan. È la prima volta che fa uno spettacolo dal vivo al Budokan da solo.
Il 21 aprile 2019; alla radio ha annunciato che pubblicherà la sua prima raccolta di clip musicali "Inori Minase MUSIC CLIP BOX" il 26 giugno 2019.

## Ruoli principali

### Serie animate
- DanMachi (Hestia)
- Dead Mount Death Play (Misaki Sakimiya)
- Demon Slayer - Kimetsu no yaiba (Fuku)
- FLCL Progressive (Hidomi Hibajiri)
- I Cavalieri dello zodiaco: Saintia Sho - Le sacre guerriere di Atena (Saori Kido)
- Isekai Quartet (Rem)
- L'ultimo viaggio delle ragazze (Chito)
- Lupin III - Ritorno alle origini (Ami Enan)
- My Next Life as a Villainess: All Routes Lead to Doom! (Sophia Ascart)[22]
- Ragna Crimson (Leonica)
- Re:Zero - Starting Life in Another World (Rem)
- School-Live! (Yuki Takeya)
- Seishun buta yarō (Shoko Makinohara)
- Sleepy Princess in the Demon Castle (Principessa Syalis)[23]
- That Time I Got Reincarnated as a Slime (Mariabell Rozzo)
- The Quintessential Quintuplets (Itsuki Nakano)
- To Be Hero X (Lucky Cyan)[24]

### Videogiochi
- 404 Game Re:set (Puyo Puyo)
- Ar nosurge: Ode to an Unborn Star (Casty Riernot)
- Arknights (Archetto)
- Azur Lane (Nekone)
- BlazBlue: Chrono Phantasma (Homura Amanohokosaka)
- BlazBlue Alternative: Dark War (Homura Amanohokosaka, Mei Amanohokosaka, Tenjō Amanohokosaka)
- Chaos;Child (Uki Yamazoe)
- Disgaea RPG (Rem)
- Dissidia Final Fantasy: Opera Omnia (Iroha)
- Dragalia Lost (Laxi)
- Dragon Quest Rivals (Mia)
- Dragon Quest XI S: Echi di un'era perduta - Edizione Definitiva (Horus/Mia)
- Dragon Quest Treasures (Mia)
- Epic Seven (Lilibet, Rem)
- Fantasy Life i: La ragazza che ruba il tempo (Leilah, Shea)
- Farmagia (Chica)
- Fate/Grand Order (Reines El-Melloi Archisorte)
- Fire Emblem Heroes (Jill, Tsubasa Oribe)
- Genshin Impact (Furina)
- Goddess of Victory: Nikke (Soline, Rem)
- Granblue Fantasy (Diantha, Iroha)
- Megadimension Neptunia VII (Million Arthur)
- Nitroplus Blasterz: Heroines Infinite Duel (Yuki Takeya)
- Octopath Traveler II (Agnea Bristarni)
- Omega Quintet (Nene)
- Rune Factory 5 (Priscilla)
- Shinobi Master Senran Kagura: New Link (Hestia)
- SINoALICE (Rem)
- Star Ocean: The Divine Force (Laeticia Aucerius)
- Star Ocean: The Second Story R (Laeticia Aucerius)
- Sushi Striker: The Way of Sushido (Celia)
- The DioField Chronicle (Waltaquin Redditch)
- The Legend of Heroes: Trails of Cold Steel III (Altina Orion)
- The Legend of Heroes: Trails of Cold Steel IV (Altina Orion)
- The Legend of Heroes: Trails into Reverie (Altina Orion)
- Tokyo Mirage Sessions ♯FE (Tsubasa Oribe)
- Xblaze Code: Embryo (Mei Amanohokosaka)
- Xenoblade Chronicles 2 (Kasandra)